# Житньогірська сільська рада
| Житньогірська сільська рада — колишній орган місцевого самоврядування у Рокитнянському районі Київської області з адміністративним центром у с. Житні Гори. Історична дата утворення: в 1929 році. Сільській раді були підпорядковані населені пункти: - с. Житні Гори |

## Склад ради
Рада складалася з 16 депутатів та голови.

### Керівний склад ради
| ПІБ                      | Основні відомості                                            | Дата обрання | Дата звільнення |
| ------------------------ | ------------------------------------------------------------ | ------------ | --------------- |
| Насінник Ольга Василівна | Сільський голова, 1961 року народження, освіта, позапартійна | 26.03.2006   | 01.10.2007      |
| Бусол Василь Минович     | Сільський голова, 1963 року народження, освіта, безпартійний | 16.03.2008   | 31.10.2010      |

Примітка: таблиця складена за даними джерела